# Leonel Brizola
Leonel de Moura Brizola (nascido Itagiba de Moura Brizola; Carazinho, 22 de janeiro de 1922 – Rio de Janeiro, 21 de junho de 2004) foi um engenheiro civil e político brasileiro. Considerado um líder trabalhista, foi governador do Rio de Janeiro e do Rio Grande do Sul, sendo o único político eleito pelo povo para governar dois estados diferentes em toda a história do Brasil.
Brizola nasceu em Carazinho, no distrito rural de São Bento, no Noroeste do Rio Grande do Sul. Viveu seus primeiros anos no interior do estado, mudando-se para Porto Alegre em 1936. Lá, deu prosseguimento aos seus estudos e trabalhou como engraxate, graxeiro, ascensorista e servidor público. Ingressou no curso de engenharia civil na Universidade Federal do Rio Grande do Sul em 1945, graduando-se em 1949. Enquanto ainda estudava na UFRGS, ingressou na política, ficando responsável por organizar a Ala Moça do Partido Trabalhista Brasileiro. Em um evento político, conheceu Neusa Goulart, irmã do também político João Goulart, com a qual se casou em 1950 e teve três filhos.
Em 1947, Brizola foi eleito deputado estadual pelo PTB. Tornou-se um político em ascensão no estado: em 1954, foi eleito deputado federal, com uma votação recorde; dois anos depois, elegeu-se prefeito de Porto Alegre; e, em 1958, governador do Rio Grande do Sul. Como governador, tornou-se proeminente por suas políticas sociais e por promover a Campanha da Legalidade, em defesa da democracia e da posse de Goulart como presidente. Em 1962, transferiu seu domicílio eleitoral para a Guanabara, estado pelo qual elegeu-se deputado federal. Durante o governo de Goulart, este e Brizola mantiveram uma relação tumultuada, mas uniram-se novamente antes do golpe militar de 1964. Depois que suas propostas de resistência não foram bem-sucedidas, Brizola exilou-se no Uruguai.
Voltou ao Brasil em 1979, depois de um exílio de quinze anos no Uruguai, nos Estados Unidos e em Portugal. No mesmo ano, fundou e presidiu o Partido Democrático Trabalhista, um partido social-democrata e populista. Em 1982, foi eleito governador do Rio de Janeiro, iniciando um programa de construção dos Centros Integrados de Educação Pública. Na eleição presidencial de 1989, ficou em terceiro lugar, com uma diferença inferior a 1% em relação ao segundo colocado. Um ano depois, voltou a governar o Rio de Janeiro, sendo eleito no primeiro turno. A partir daí, não logrou êxito em nenhuma das quatro eleições que disputou, de vice-presidente de Lula da Silva em 1998 a senador pelo Rio de Janeiro em 2002. Faleceu, em 2004, vítima de um infarto agudo do miocárdio.

## Primeiros anos, família e educação

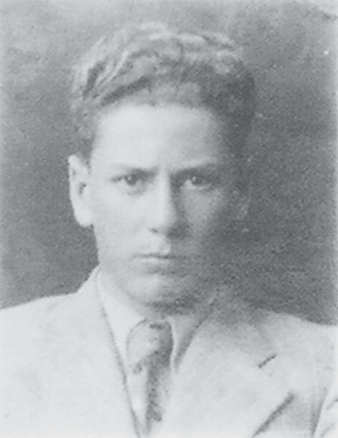
Brizola com quatorze ou quinze anos de idade

Leonel de Moura Brizola nasceu em 22 de janeiro de 1922 em Cruzinha, uma localidade de Passo Fundo (atualmente Carazinho), no Noroeste do Rio Grande do Sul. Era filho de José Oliveira dos Santos Brizola, cujos pais mudaram-se de São Paulo para o Rio Grande do Sul, e de Onívia de Moura, filha dos primeiros povoadores do município gaúcho de Nonoai. Brizola era o caçula do casal, que também tiveram outros quatro filhos: Irani, Francisca, Paraguassú e Frutuoso. Seu pai, José Oliveira, era um pequeno fazendeiro que foi assassinado por soldados leais a Borges de Medeiros durante a Revolução de 1923. A morte de José fez com que Onívia enfrentasse dificuldades para criar seus filhos, agravadas quando perdeu suas terras em um litígio judicial. A família então foi morar em São Bento, uma região mais próspera de Carazinho, onde Onívia, que trabalhou na lavoura, criando vacas e costurando, conseguiu reconstruir sua vida. Onívia casou-se novamente, com o agricultor viúvo José "Janguinho" Gregório Estery, tendo com ele mais dois filhos: Sadi e Jesus.
Brizola foi alfabetizado por sua mãe antes de ingressar no ensino primário. Estudou, por pouco tempo, como bolsista em uma escola de Não-Me-Toque. Quando tinha dez anos de idade, foi morar sozinho em um sótão de um hotel em Carazinho, onde lavava pratos para ganhar comida e carregava malas até uma estação férrea. Ajudado pela família de um pastor metodista, recebeu uma bolsa de estudos que lhe permitiu concluir o primário no Colégio da Igreja Metodista. Em 1936, aos doze anos de idade, Brizola mudou-se para Porto Alegre, onde trabalhou em diversas funções, como engraxate e ascensorista, e concluiu um curso de técnico rural no Ginásio Agrícola Senador Pinheiro Machado em 1939.

Brizola ao lado da esposa, Neusa Goulart, e dos filhos Neusinha, José Vicente e João Otávio

Após receber o diploma de técnico rural, Brizola não foi logo trabalhar nesta área, tornando-se em vez disso graxeiro da Refinaria Brasileira de Óleos e Graxas, em Gravataí, na Região Metropolitana de Porto Alegre; anos depois, soube que a refinaria era propriedade de Ildo Meneghetti, um de seus maiores opositores políticos. Foi aprovado em um concurso do Ministério da Agricultura, indo trabalhar como técnico do ministério em Passo Fundo, ficando assim mais próximo de sua família. Brizola permaneceu apenas por meio ano em Passo Fundo, onde, apesar de receber um bom salário, contraiu dívidas com várias pessoas. Depois de resolver suas pendências financeiras, retornou para a capital, residindo em uma pensão e trabalhando como jardineiro do Departamento de Parques e Jardins da Prefeitura.
Em 1942, Brizola concluiu o ensino fundamental como bolsista no Colégio Nossa Senhora do Rosário. Em seguida, licenciou-se de seu trabalho na prefeitura e alistou-se no 3.º Batalhão de Aviação do Exército (atualmente a Base Aérea de Canoas). Com o fim de seu serviço militar, voltou a trabalhar como jardineiro, concluindo o curso científico (equivalente ao ensino médio) no Colégio Júlio de Castilhos e um curso de piloto privado. No Júlio de Castilhos, foi um dos fundadores do Grêmio Estudantil, sendo seu vice-presidente. Em 1945, foi aprovado no vestibular da Escola de Engenharia da Universidade Federal do Rio Grande do Sul, graduando-se como engenheiro civil em 1949.
Em 1º de março de 1950, Brizola casou-se com Neusa Goulart, irmã do deputado estadual e futuro presidente da República João Goulart (Brizola e Goulart eram ambos deputados estaduais). O casamento foi realizado na Fazenda de Iguariaçá, em São Borja, tendo o ex-presidente da República Getúlio Vargas como um dos padrinhos. O casal havia se conhecido nas reuniões da Ala Moça do PTB. Tiveram três filhos juntos: Neusinha, José Vicente e João Otávio. Após a morte de Neusa em 1993, manteve uma relação com Marília Guilhermina Martins Pinheiro.

## Início da carreira política

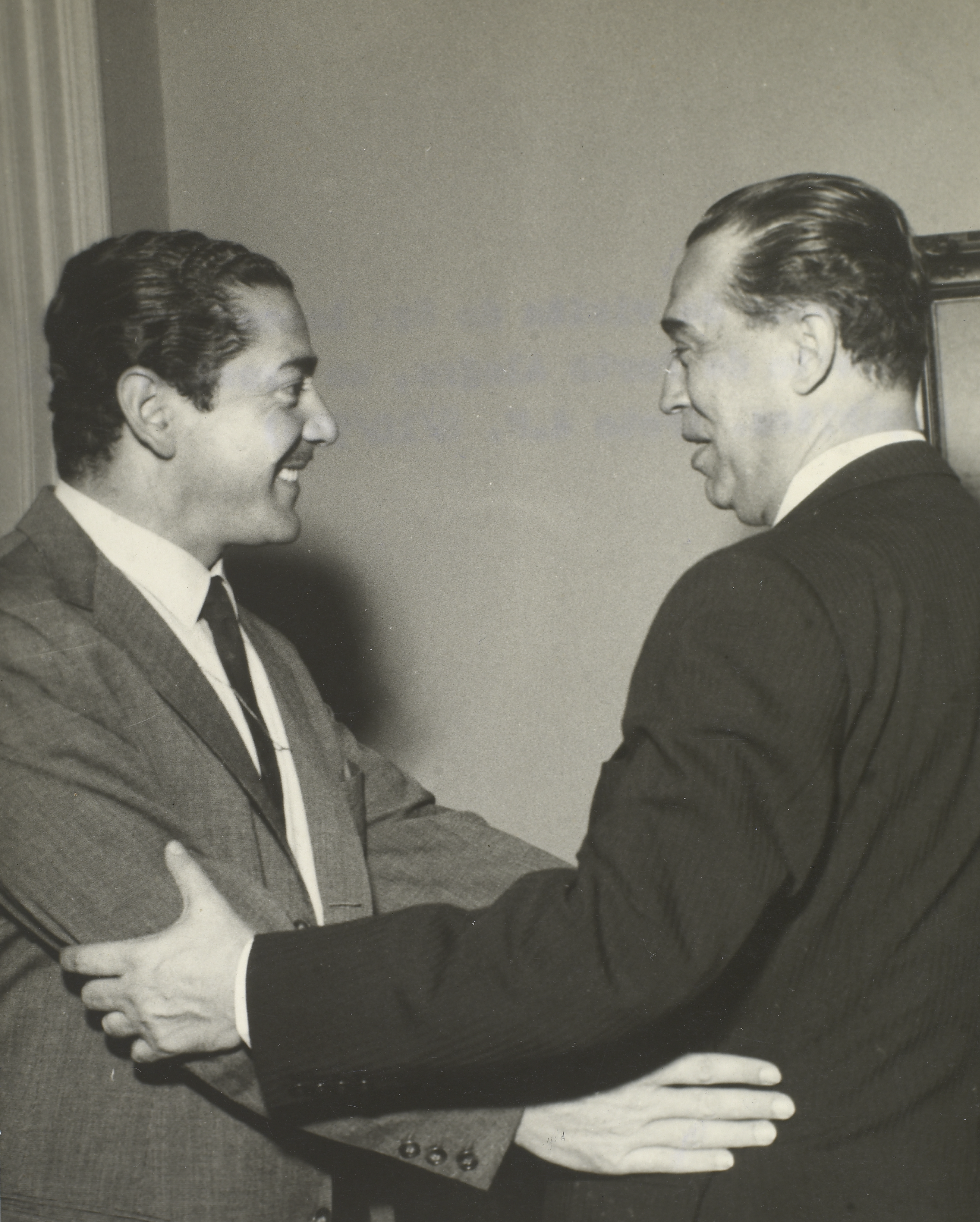
O prefeito Brizola sendo recebido pelo presidente Juscelino Kubitschek, em 1958

Enquanto ainda estava na universidade, Brizola começou a militar no movimento político, filiando-se ao Partido Trabalhista Brasileiro (PTB) em 1945. No PTB, foi-lhe incumbido a tarefa de organizar a ala jovem do partido, conhecida como Ala Moça. Na eleição estadual de janeiro de 1947, com a ajuda de seu partido, de colegas da universidade e de integrantes da ala jovem trabalhista, foi eleito deputado estadual com 3.839 votos, a 28ª maior votação daquela eleição. Na época, Brizola morava em uma pensão localizada no centro de Porto Alegre, na qual dividia o quarto com Sereno Chaise, futuro deputado estadual e prefeito de Porto Alegre. Na Assembleia Legislativa do Rio Grande do Sul, defendeu pautas do movimento estudantil, como o aumento de vagas nas instituições de ensino, e participou da Assembleia Constituinte, iniciada em março de 1947, na qual apoiou uma emenda de Alberto Pasqualini que classificou o direito de propriedade como "inerente à natureza do homem, dependendo seus limites e seu uso de conveniência social".
Na eleição estadual de outubro de 1950, Brizola foi reeleito deputado estadual com 16.691 votos, tornando-se na nova legislatura o líder dos trabalhistas na Assembleia Legislativa. No ano seguinte, foi facilmente indicado para ser o candidato do PTB à Prefeitura de Porto Alegre, com Manoel Vargas sendo o candidato a vice-prefeito pelo partido. Seu principal concorrente foi Ildo Meneghetti, vereador e ex-prefeito nomeado da capital, popular, em parte, por ter presidido o Sport Club Internacional. Embora favorito, Brizola foi derrotado por Meneghetti, em uma votação de 41 939 a 40 877 votos; como na época as eleições eram separadas, Vargas conseguiu ser eleito vice-prefeito. Sua derrota foi creditada pela dissidência organizada por José Vecchio, um dos dirigentes do PTB gaúcho.

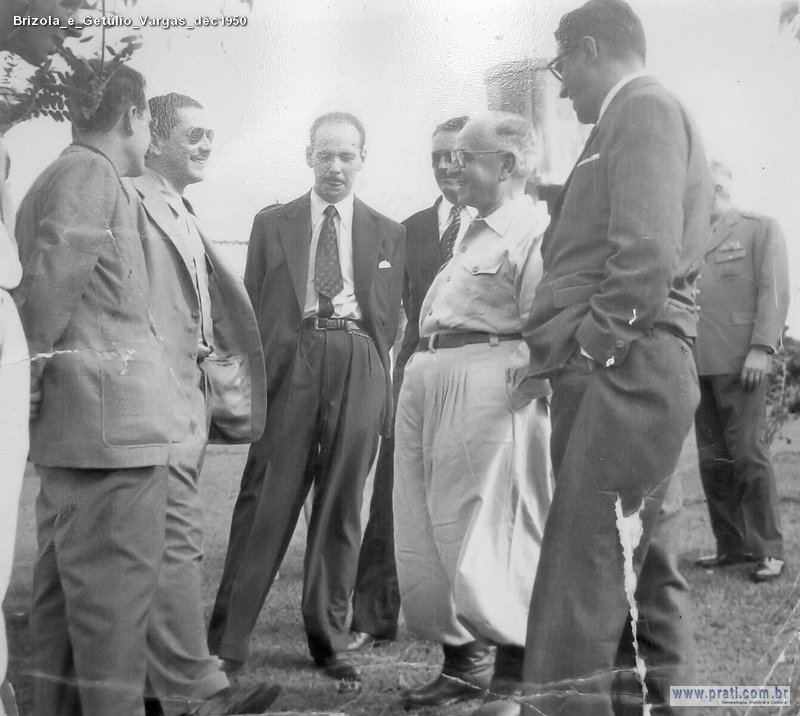
Brizola junto ao presidente Getúlio Vargas, década de 1950

Em 1952, Brizola aceitou o convite do governador Ernesto Dornelles e assumiu a Secretaria de Obras Públicas. Nesta função, desenvolveu o Primeiro Plano de Obras do estado, realizando obras de infraestrutura, majoritariamente nas áreas de saneamento básico e rodovias. Em 1954, deixou a secretaria para postular uma vaga na Câmara dos Deputados na eleição de outubro daquele ano. Brizola acabou sendo eleito deputado federal com um recorde nacional de 103 003 votos, mais do que o dobro da votação obtida pelo segundo colocado. Como deputado federal, foi um ferrenho opositor de Carlos Lacerda, da União Democrática Nacional. Quando Lacerda fez seu juramento de posse como deputado, Brizola pegou o microfone e retrucou-lhe: "Pela ordem, senhor presidente. Este é um juramento falso! Ele está jurando aqui dentro a democracia e está pregando o golpe lá fora". A declaração provocou uma confusão, com reações contrárias e favoráveis; Lacerda apenas respondeu "O que é isso? O que é isso?". Este episódio rendeu a Brizola, pela primeira vez, espaço nos grandes jornais do país.
Brizola fundou e dirigiu, no decorrer do ano de 1955, o jornal em formato de tabloide Clarim, que chegou a atingir uma tiragem de 35 mil exemplares. Brizola usou a publicação para promover sua segunda candidatura à prefeitura de Porto Alegre, indicando e criticando os problemas da cidade. Com o slogan "Nenhuma Criança Sem Escola" e um caráter desenvolvimentista, Brizola acabou sendo eleito, com 65 077 votos (55,14%), contra 37 158 votos (31,49%) recebidos por Euclides Triches. Embora seu partido tenha conquistado a maior bancada na Câmara de Vereadores, não conseguiu uma maioria na casa, ficando com 8 das 21 vagas. Em janeiro de 1956, foi empossado prefeito de Porto Alegre. Entre suas realizações no cargo, destacam-se o aumento do número de vagas disponíveis na rede municipal de ensino, incluindo o ensino em dois turnos, as obras de saneamento básico e a urbanização de grande parte dos trechos próximos ao Rio Guaíba.

## Governador do Rio Grande do Sul
Na convenção do PTB realizada em outubro de 1957, Brizola foi indicado, por larga margem, para ser o candidato do partido ao governo do Rio Grande do Sul na eleição de 1958. Além do PTB, a coligação de Brizola foi formada pelo Partido de Representação Popular e o Partido Social Progressista. O Partido Comunista Brasileiro também endossou sua candidatura, mas Brizola rejeitou tal apoio por medo de perder os votos dos católicos da Serra, chegando a divulgar um manifesto de repúdio que recebeu elogios de Dom Vicente Scherer. Embora houve acusações de que o PRP mantinha ligações com movimentos extremistas da Alemanha nazista, Brizola firmou a coligação com o partido pois desejava ganhar os votos dos perrepistas em cidades do interior e em colônias alemãs e italianas, locais onde o PRP possuía uma significativa base de apoio. A campanha trabalhista apresentou um programa de governo em que defendia priorizar as escolas, habitação, energia elétrica e preços justos aos produtores. Em outubro, derrotou Walter Peracchi Barcelos, coronel da Brigada Militar, com 670 003 votos contra 500 944. Sua vitória foi possível graças ao bom desempenho nas grandes cidades; na capital, conseguiu 65% dos votos, 63% em Pelotas e 75% em Canoas. Na Assembleia Legislativa, o PTB elegeu 24 dos 55 integrantes. A disputa pelo Senado Federal foi vencida por Guido Mondin, do PRP, apoiado por Brizola.

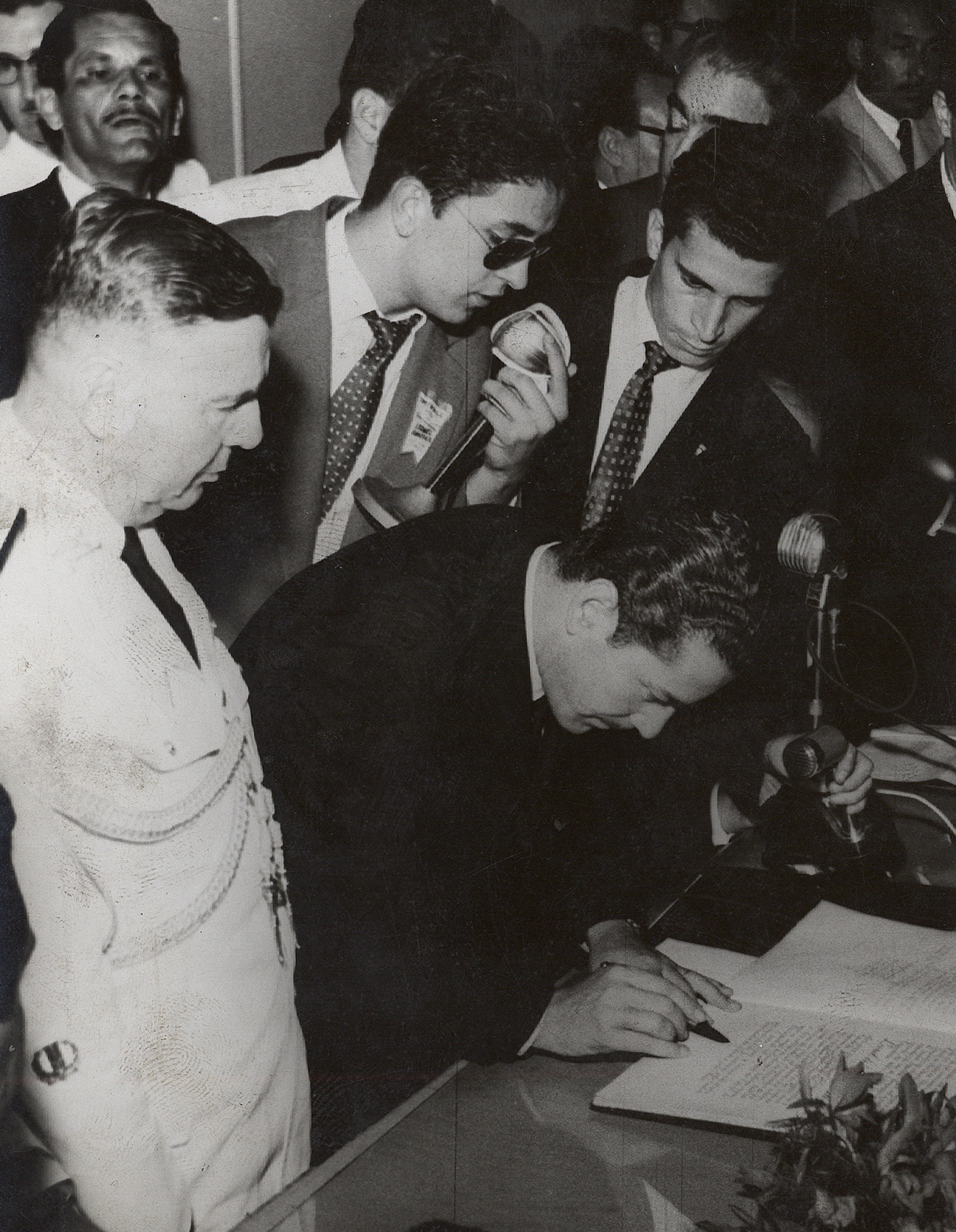
Brizola tomando posse como governador do Rio Grande do Sul, em 1959

Em 31 de janeiro de 1959, Brizola foi empossado governador. Com a justificativa de levar agilidade à administração, criou seis secretarias: Administração, Trabalho e Habitação, Economia, Transportes, Energia e Comunicações e Saúde. Ao longo de seu mandato, apresentou, nas sextas-feiras à noite (motivo que lhe fez ganhar o apelido de "Lobisomem"), um programa pago na Rádio Farroupilha, em que prestava contas ao eleitorado.
Em 1961, Brizola ganhou atenção nacional ao criar a Campanha da Legalidade, em defesa da democracia e do direito de seu cunhado, o vice-presidente João Goulart, ser empossado presidente da República. Quando Jânio Quadros renunciou à presidência em agosto de 1961, os militares tentaram impedir que Goulart o sucedesse em virtude de seus supostos laços com os comunistas. Depois de ganhar o apoio do general Machado Lopes, do exército local, Brizola criou a cadeia da legalidade de um grupo de estações de rádio no Rio Grande do Sul, a qual usou para emitir, a partir do Palácio Piratini, uma chamada nacional denunciando as intenções por trás das ações dos militares e incentivando a população a protestar nas ruas. Brizola entregou a Brigada Militar ao comando do exército regional, organizou comitês paramilitares de resistência democrática, chegando a distribuir armas de fogo a civis, e transformou a sede do governo em uma trincheira. Em resposta, os ministros militares ordenaram o bombardeio do Piratini, mas sargentos e suboficiais da Base Aérea de Canoas não cumpriram as ordens dadas pelos seus superiores. Brizola se opôs à mudança para o regime parlamentarista, usada pelos militares como condição para que Goulart assumisse. Após doze dias de uma guerra civil iminente, Goulart aceitou a proposta dos militares e foi empossado presidente.

Brizola segurando uma metralhadora durante a Campanha da Legalidade

Entre as políticas governamentais empreendidas como governador, Brizola desenvolveu um plano para industrializar rapidamente o estado e um programa para a construção de serviços públicos estatais, nacionalizando algumas empresas norte-americanas. Brizola garantia que a política de investimentos de seu governo teria capital nacional e que interferências estrangeiras na economia gaúcha não seriam aceitas. A Companhia de Energia Elétrica Riograndense, da Bond and Share e dona do monopólio da energia elétrica na Região Metropolitana, foi encampada em maio de 1959. A CEE passou a ser uma sociedade de economia mista, passando a ter um papel significativo na geração e distribuição de energia. Em fevereiro de 1962, depois que as negociações para que a Companhia Telefônica Riograndense, de propriedade da International Telephone and Telegraph, fosse transferida para o poder público acabaram fracassando, Brizola também encampou-a e a tornou parte da Companhia Riograndense de Telecomunicações. As nacionalizações de Brizola tornaram-se manchete na imprensa norte-americana quando o governo de John F. Kennedy estava tentando combater a "infiltração comunista" no Brasil ao chegar a um acordo com Goulart, que incluiu ajuda financeira ao governo federal brasileiro. Neste contexto, as ações de Brizola tornaram-se um embaraço diplomático, levando o presidente norte-americano a criticar o governador em uma coletiva de imprensa e transformando o governo Brizola em um alvo da Emenda Hickenlooper, uma mal sucedida iniciativa para interromper a ajuda a qualquer país que expropriasse propriedades norte-americanas.
Para empreender uma reforma agrária, Brizola estabeleceu o Instituto Gaúcho de Reforma Agrária. Na época, 1,83% dos proprietários eram donos de 47,97% das terras, enquanto 85% ficavam com 24% das terras. O instituto, além de prestar assistência técnica, garantiu verbas para que os produtores comprassem máquinas, animais e sementes. Brizola ajudou a organizar acampamentos do Movimento dos Agricultores sem Terra, conhecidos como Master. Em Sarandi, cerca de dez mil pessoas participaram de um acampamento para reivindicar a divisão de vinte mil hectares de terras, que não mantinham produção, pertencentes a uma multinacional. Em junho de 1962, decretou a concessão dos títulos de propriedade de terras da região do Banhado do Colégio, beneficiando em torno de seiscentas famílias. Brizola continuou e intensificou a reforma agrária em terras indígenas, argumentando que eles detinham muita terra para poucos índios. Brizola e sua esposa, Neusa, também doaram 1 038 hectares da Fazenda Pangaré, de propriedade do casal, para um grupo de trinta agricultores, dando início a uma cooperativa.

### Ações na área da educação

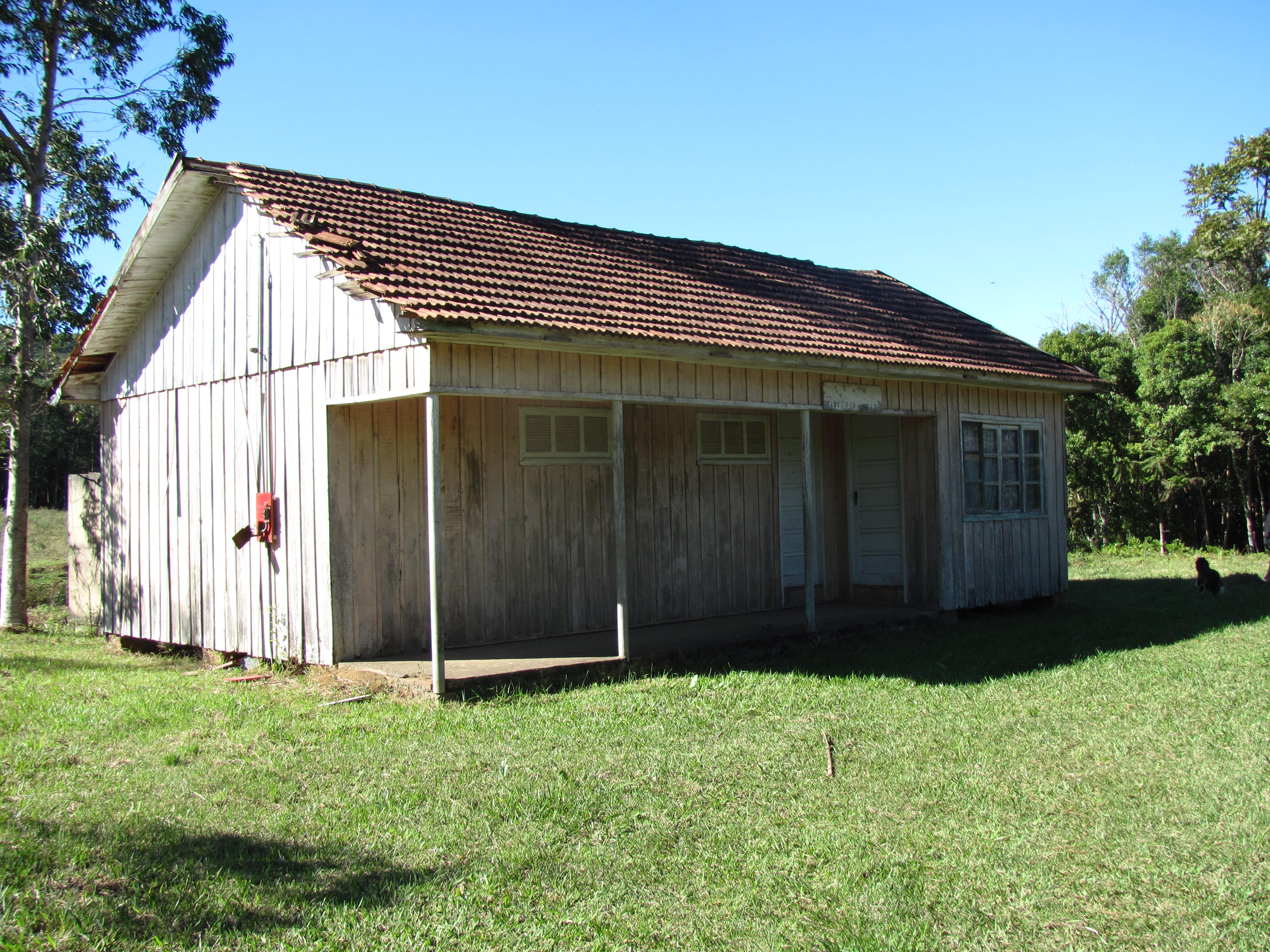
Brizoleta localizada na área rural de Osório, RS

A alfabetização e o aumento no número de vagas nas instituições de ensino foram outras prioridades do governo Brizola. No período como governador do estado do Rio Grande do Sul, implementou o projeto educacional chamado de "Nenhuma criança sem escola no Rio Grande do Sul".
Em 1959, o déficit de vagas foi estimado em 273 mil. O governo estabeleceu mais de duzentos acordos com escolas privadas para que, em troca de receberem professores do estado e verbas públicas, disponibilizassem vagas gratuitas. Para a construção de instituições de ensino, o governo realizou um acordo com os municípios e a iniciativa privada. Ao término de seu mandato, haviam sido construídos 6 302 estabelecimentos de ensino, dos quais 5 902 eram escolas primárias, 278 eram escolas técnicas e 122 eram ginásios.
As escolas, que ficaram conhecidas como "Brizoletas" ou "escolhinas do Brizola", possuíam uma arquitetura simples, sendo parecidas com residências. Estes investimentos resultaram na abertura de 689 mil matrículas e 42 mil vagas para docentes, com o Rio Grande do Sul passando a ter a mais alta taxa de escolarização do Brasil. Duas características marcantes desse projeto foram a padronização arquitetônica das escolas - todas pintadas de verde, amarelo e azul, eram feitas de madeira e com uma treliça em parte da área do alpendre, na frente - e a proposta de interiorização das escolas, com a construção de Brizoletas em áreas rurais de municípios do interior do Rio Grande do Sul tais como: São Francisco de Paula, Santo Antônio da Patrulha, Gravataí e Taquara.
Em função da importância das Brizoletas para o desenvolvimento social de diversas localidades, algumas escolas têm sido tombadas pelo estado ou municípios como patrimônio histórico cultural, como é o caso da Escola Padre Antônio Vieira, em Passo Fundo (tombada em 1989), duas brizoletas localizadas em Gramado, uma escola no distrito de Campestre do Tigre em São Francisco de Paula, entre outras.

## Deputado federal pela Guanabara

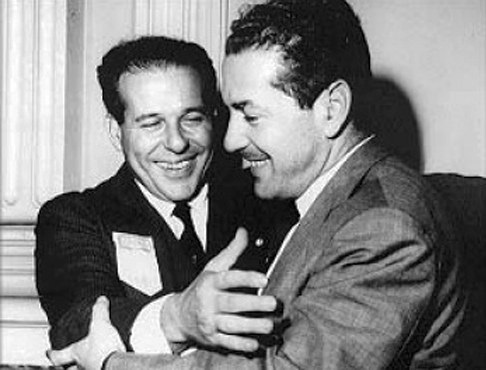
Brizola abraçando seu cunhado, o presidente da República João Goulart, na década de 1960

Por meio de suas políticas internas e externas, Brizola tornou-se uma figura importante na política brasileira, eventualmente desenvolvendo ambições presidenciais que não poderia cumprir devido às leis da época; a legislação brasileira não permitia que parentes próximos do presidente em exercício concorressem na eleição seguinte. Entre 1961 e 1964, atuou na ala radical da esquerda independente, onde pressionou por uma agenda de reformas sociais e políticas radicais e por uma mudança na legislação eleitoral que permitisse sua candidatura na eleição presidencial de 1965. Brizola foi visto como autoritário e briguento, capaz de lidar com seus inimigos usando a agressão física; por exemplo, agrediu o jornalista de direita David Nasser no aeroporto do Rio de Janeiro. Brizola atuou como um aventureiro no jogo político em torno do governo Goulart, sendo temido e odiado pelos políticos moderados da esquerda e da direita. Este papel foi especialmente visível quando mudou o seu domicílio eleitoral para um centro político nacional. Se optasse por se candidatar ao Legislativo pelo Rio Grande do Sul, teria que renunciar ao governo estadual seis meses antes da eleição. Optou, então, por aceitar o convite feito pelo PTB carioca de se candidatar a deputado federal, ganhando a eleição com uma vitória esmagadora (269 384 votos, ou um quarto do eleitorado do estado de Guanabara, a atual cidade do Rio de Janeiro).
Em janeiro de 1963, um plebiscito redefiniu o sistema de governo como presidencialista, um resultado que foi visto por Brizola como um "voto de confiança" dado pelo povo para que Goulart prosseguisse com as reformas de base. Ao mesmo tempo, em uma movimento para competir com o presidente pela liderança política, Brizola iniciou um programa semanal na rádio carioca Mayrink Veiga, que costumava usar para transmitir para todo o país, e planejava constituir uma rede de células políticas composta por pequenos grupos de homens armados, os Grupos dos Onze. Os grupos deveriam atuar como organizações de base que "defenderiam e difundiriam" os principais pontos de uma agenda reformista que teria que ser alcançada "na lei ou na marra". De acordo com jornalista da época Edmar Morel, para fazer com que todo o espectro político temesse suas pretensões, "Brizola estava disposto a pagar qualquer preço para ser o dono da bola". O ministro dos Negócios Estrangeiros de Goulart e líder da esquerda moderada, San Tiago Dantas, rotulou Brizola como um exemplo de uma "esquerda negativa" que, na sua intransigente e ideológica defesa da reforma social, abandonou qualquer compromisso com instituições democráticas. Apesar de seu suposto radicalismo, Brizola não era um ideólogo ou doutrinário. Geralmente, representava um extremo nacionalismo de esquerda, apoiando a reforma agrária, a extensão do direito ao voto para analfabetos e suboficiais, e controles rigorosos sobre investimentos estrangeiros que fizeram com que o embaixador Lincoln Gordon não gostasse de Brizola e comparasse suas técnicas de propaganda com as de Joseph Goebbels, um rumor também compartilhado pela maioria da mídia norte-americana.

Brizola discursando em Convenção do PTB

No final de 1963, após o fracasso de um plano de ajuste econômico, o Plano Trienal, elaborado pelo ministro do Planejamento Celso Furtado, Brizola se envolveu em uma busca pelo poder, derrubando o ministro das Finanças, Carvalho Pinto, economicamente conservador, para tentar ele próprio se tornar ministro. Brizola queria promover sua agenda radical, dizendo: "se queremos fazer uma revolução, devemos ter a chave para o cofre". A candidatura de Brizola para o Ministério da Economia fracassou; o cargo foi dado para o economista Ney Neves Galvão, ajudando a radicalizar a vida política contemporânea brasileira. Em outubro de 1963, Brizola e Goulart romperam suas relações políticas e pessoais; Brizola ficou convencido de que Goulart pretendia organizar um golpe apoiado por comandantes militares leais, parar o processo contínuo de radicalização política e que o único meio de antecipar o movimento de Goulart era um movimento popular revolucionário. Enquanto Brizola acreditava que Goulart deveria governar apenas com partidos de esquerda, o presidente insistia em uma estratégia mais conciliadora, na qual comporia uma aliança com o Partido Social Democrático. No início de 1964, ambos se reaproximaram quando Goulart decidiu manter um governo de esquerda apoiado pela Frente de Mobilização Popular, pelo Partido Comunista Brasileiro e pelo Partido Geral dos Trabalhadores. No Comício da Central do Brasil, em 13 de março de 1964, Brizola defendeu o fechamento do Congresso Nacional e sua substituição por uma assembleia nacional constituinte, que deveria ser integrada por "camponeses, operários, muitos sargentos e oficiais nacionalistas".
Para muitos autores, o radicalismo intransigente de Brizola impediu que o governo de seu cunhado tivesse a capacidade de se "comprometer e conciliar", adotando uma agenda reformista viável. Segundo o estudioso norte-americano Alfred Stepan, a "retórica do rancor" de Brizola deu a Goulart alguns apoiadores, mas também muitos inimigos poderosos e estrategicamente localizados—certa vez, discursando em uma praça pública, Brizola chamou um general de "gorila". Alguns afirmaram que este comportamento era motivado pelo egoísmo; de acordo com R.S. Rose, "Leonel Brizola estava preocupado apenas com Leonel Brizola". Outros autores dizem que Brizola defendeu uma agenda reformista centrada em questões concretas (reforma agrária, extensão do direito ao voto e controles de capital estrangeiros), tendo sido considerada inaceitável e indigestível pelas classes dominantes e seus aliados internacionais, e cuja implantação era estranha ao sistema político contemporâneo. Em um telegrama do Departamento de Estado de março de 1964 enviado ao embaixador norte-americano no Brasil, o apoio dos Estados Unidos ao golpe militar foi equiparado a impedir que Goulart e Brizola tivessem em uma posição que lhes permitissem levar em frente seus planos "extremistas". De acordo com José Murilo de Carvalho, a posição agressiva de Brizola em relação ao processo de reformas era mais coerente do que a de Goulart, que apoiava uma agenda reformista, mas evitou o uso necessário da força para promovê-la. A ambivalência de Goulart em relação a seu cunhado não lhe garantiu apoio internacional: o embaixador Lincoln Gordon considerou Goulart como um oportunista que foi "hipnotizado" por Brizola.
Informações da CIA reveladas em 2025 dão conta de que Brizola teria recebido apoio financeiro de Cuba. O texto afirma ainda que ele seria "violentamente anti-americano" e que "[um] ex-embaixador cubano descreveu privadamente Brizola como tendo as melhores perspectivas para iniciar uma revolução de estilo Castro no Brasil".

## Exílio

Brizola e sua família deixando o Uruguai, em 1977

Em abril de 1964, um golpe de Estado derrubou Goulart. Brizola acolheu-o em Porto Alegre, na esperança de incentivar o exército local a reagir e assim restaurar o governo deposto. Brizola se envolveu em planos para enfrentar os militares, inclusive proferindo um ardente discurso público na Câmara Municipal de Porto Alegre, exortando os suboficiais do exército a "ocupar quartéis e prender os generais", o que lhe valeu o ódio duradouro dos comandantes militares da ditadura. Depois de um mês mal sucedido no estado, Brizola fugiu no início de maio de 1964 para o Uruguai, onde Goulart já estava no exílio depois de demonstrar pouco interesse com as tentativas de resistência armada. Politicamente solitário no início de seu exílio, eventualmente preferiu a política insurrecional ao reformismo. No início de 1965, um grupo de simpatizantes seus tentou e não conseguiu articular uma guerrilha nas montanhas do leste brasileiro ao redor de Caparaó. Outro grupo de guerrilheiros brizolistas se dispersaram após um confronto com o exército no sul. Este evento levantou suspeitas sobre a má administração de Brizola dos fundos que lhe foram oferecidos por Fidel Castro. Com exceção desse episódio, Brizola passou os primeiros dez anos da ditadura militar brasileira isolado no Uruguai, onde geriu a propriedade de sua esposa e manteve-se a par do que acontecia no Brasil. Ele rejeitou as tentativas de ser recrutado para a Frente Ampla, um grupo informal de líderes pré-ditadura da década de 1960 que pretendia pressionar pela redemocratização, incluindo Carlos Lacerda e Juscelino Kubitschek. Durante a tentativa de recrutamento, rompeu os laços restantes com Goulart; eles se reconciliaram em setembro de 1976. A StB, inteligência da Tchecoslováquia, entrou em contato com Brizola para auxiliá-lo numa reação armada contra o regime militar, mas ele considerou que, naquele momento, tal reação não seria possível.
Desde o início do seu exílio, Brizola foi observado de perto pela inteligência brasileira, que pressionou regularmente o governo uruguaio. No final da década de 1970, no entanto, o surgimento de uma ditadura militar no Uruguai permitiu ao governo brasileiro trabalhar em conjunto com os militares uruguaios para, como parte da Operação Condor, capturá-lo. Até o final da década de 1970, a inteligência norte-americana ajudou nos esforços das ditaduras latino-americanas a controlar Brizola, que pode ter sobrevivido ao seu exílio graças a mudança da política dos EUA para a América Latina, ocorrida com o governo de Jimmy Carter, que se esforçou para conter abusos aos direitos humanos. Esta mudança levou Brizola a ter uma gratidão eterna com Carter. Entre o final de 1976 e o início de 1977, o fato de que todos os três membros mais proeminentes da Frente Ampla - Kubitscheck, Goulart e Lacerda - morreram sucessivamente e em circunstâncias um tanto misteriosas, fez Brizola se sentir cada vez mais ameaçado no Uruguai. Diante da iminente retirada de seu asilo, procurou a Embaixada dos EUA, onde conversou com o conselheiro John Youle. Mesmo com a oposição do subsecretário de Estado para os Assuntos do Hemisfério Ocidental Terence Todman, Youle concedeu a Brizola um visto de trânsito que permitiu-lhe, já que em meados de 1977 foi deportado do Uruguai por supostas "violações de normas de asilo político", viajar para - e, eventualmente, ser dado um asilo imediato - os EUA. O resgate de Brizola é reconhecido como um dos sucessos da retórica dos Direitos Humanos de Carter. Depois deste episódio, não se oporia mais diretamente às políticas norte-americanas em relação ao Brasil, contentando-se em denunciar vagamente as "perdas internacionais" incorridas pelo Brasil devido a termos de câmbio injustos impostos pelas corporações multinacionais.
De acordo com documentos diplomáticos brasileiros desclassificados, em 20 de setembro de 1977, Brizola e sua esposa foram para Buenos Aires, de onde partiram para os EUA. Buenos Aires era um lugar perigoso para os exilados latino-americanos; a família foi acompanhada por agentes norte-americanos da CIA e ficaram durante a noite em um local seguro da CIA, embarcando em um voo sem escalas para Nova Iorque em 22 de setembro. Pouco depois de chegar em Nova Iorque, encontrou-se com o senador Edward Kennedy, que o ajudou a obter a permissão para permanecer nos EUA durante seis meses. De uma suíte no Hotel Roosevelt, Brizola se beneficiou da sua estadia no país organizando uma rede de contatos com exilados brasileiros e acadêmicos norte-americanos interessados em acabar com o governo militar no Brasil. Mais tarde, mudou-se para Portugal, onde, através de Mário Soares, aproximou-se da liderança da Internacional Socialista e se juntou a um plano socialdemocrata e reformista para a pós-ditadura do Brasil. Durante seu período nos EUA, contatou o ativista afro-brasileiro Abdias do Nascimento e conheceu as políticas de identidade, o que influenciaria sua carreira pós-ditadura. Em um manifesto político lançado em Lisboa—a Carta de Lisboa, que declarou sua intenção de refundar um Partido Trabalhista no Brasil—Brizola aderiu à política racial afirmando que negros e indígenas brasileiros sofreram formas de exploração mais injustas e dolorosas do que as outras pessoas e, assim, precisariam de medidas especiais que resolvessem suas dificuldades. No final da década de 1970, a ditadura militar brasileira estava em declínio; em 1978, os passaportes foram dados silenciosamente a exilados políticos proeminentes, mas Brizola, ao lado de um grupo central de supostos radicais descritos como "inimigos públicos número um", permaneceu na lista negra e recusou o direito de retorno. Em 1979, após uma anistia geral, seu exílio chegou ao fim.

## Retorno e fundação do PDT

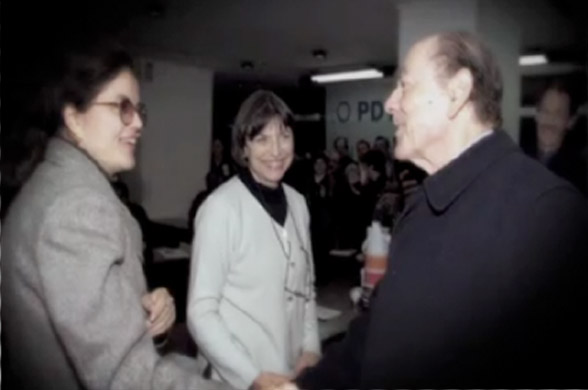
Brizola e Dilma Rousseff, futura presidente da República

Brizola chegou a São Borja no dia da Independência de 1979. Brizola voltou ao Brasil com a intenção de restaurar o Partido Trabalhista Brasileiro como um movimento de massas radical, nacionalista, de esquerda e como confederação de líderes históricos seguidores de Vargas. Ele encontrou dificuldades pelo surgimento de novos movimentos populares, como o novo sindicalismo centrado em torno dos trabalhadores metalúrgicos de São Paulo e seu líder Lula da Silva, e as organizações católicas dos pobres rurais geradas pela Conferência Nacional dos Bispos. Brizola foi impedido de usar o nome histórico do Partido Trabalhista Brasileiro, anteriormente concedido a um grupo rival centrado em torno de uma figura amigável a ditadura militar, a deputada Ivete Vargas—a sobrinha-neta de Getúlio Vargas. Brizola, então, fundou um partido inteiramente novo, o Partido Democrático Trabalhista. O partido se juntou à Internacional Socialista em 1986, e desde então seu símbolo continua sendo uma mão com uma flor vermelha (o símbolo da SI).
Brizola rapidamente restaurou sua proeminência política no Rio Grande do Sul e ganhou preeminência política no estado do Rio de Janeiro, onde buscou uma nova base de apoio político. Em vez de se associar com a classe trabalhadora organizada—quer por meio do sindicalismo corporativista ou competindo com Lula pelo apoio do novo sindicalismo—Brizola buscou uma base de apoio entre os pobres de áreas urbanas não organizados por meio de um vínculo ideológico entre o nacionalismo radical tradicional e um populismo carismático e amigável. Para os seus adversários, Brizola e o seu Brizolismo representavam negociações sombrias com as subclasses "perigosas" e ressentidas; seus apoiadores defenderam o empoderamento paternalista dos desfavorecidos. De acordo com Sento Sé, "a política, do ponto de vista Brizolista, é, fundamentalmente, assumir com radicalidade a opção pelos pobres e desvalidos". Brizola evitou o personagem corporativista baseado em classes de seu populismo primitivo, e adotou uma retórica cristã amigável com o povo em geral—mais semelhante aos narodniks russos do que ao populismo latino-americano clássico. Este novo populismo radical foi visto como uma ameaça a uma política mais democrática e liberal. Esta estratégia surgiu de uma falta de domínio das técnicas de política de massa e exigiu que a liderança carismática e pessoal de Brizola funcionasse efetivamente. Na ausência de Brizola—ou de sua personalidade—o PDT não poderia se tornar um competidor pelo poder, dificultando seu desenvolvimento a nível nacional.

## Primeiro mandato como governador do Rio de Janeiro
Em 1982, Brizola concorreu a governador do Rio de Janeiro na primeira eleição livre e direta para o governo carioca desde 1965; Darcy Ribeiro foi seu candidato a vice-governador. Para compensar a falta de quadros no PDT, comandou o ingresso em sua coligação de pessoas sem vínculos anteriores com a política profissional, como o líder indígena Mário Juruna, o cantor Agnaldo Timóteo e um número considerável de ativistas afro-brasileiros. Brizola estava ciente de que essa última incursão na política racial contradizia suas políticas anteriores, mais convencionalmente radicais; ele apelidou sua ideologia de "socialismo moreno". Centrando sua campanha em questões como educação e segurança pública, apresentou uma candidatura que se propôs a manter o legado de Vargas. Ao desenvolver um núcleo de militantes combativos em torno de si mesmo—a chamada Brizolândia—Brizola liderou uma campanha que provocou confrontações violentas e brigas de rua com um humor paradoxalmente festivo, expresso pelo lema Brizola na cabeça.
Para ter sua vitória na eleição de 1982 reconhecida, Brizola teve que denunciar publicamente o que o Jornal do Brasil descreveu como uma tentativa de contabilização fraudulenta das cédulas de votação pela empresa privada Proconsult—uma empresa de engenharia informática de propriedade de ex-funcionários do serviço de inteligência militar—contratada pelo Tribunal Regional Eleitoral para informatizar a fase final da apuração. Durante o início do processo de contagem dos votos, a Proconsult afirmou repetidamente que Moreira Franco seria eleito—Arcádio Vieira, dono da empresa, estimou que Moreira ganharia com vantagem de cerca de sessenta mil votos—, tendo como base resultados predominantemente de áreas do interior, onde Brizola possuía desvantagem. Estes prognósticos foram imediatamente ecoados pela TV Globo. Ao denunciar esta alegada fraude em coletivas de imprensa, entrevistas e declarações públicas—que incluíram uma discussão ao vivo com Armando Nogueira, diretor da Globo—Brizola evitou que o esquema tivesse qualquer chance de sucesso. Ele acabou sendo eleito com 1,7 milhão de votos, uma diferença de 3,6% em relação a Moreira.

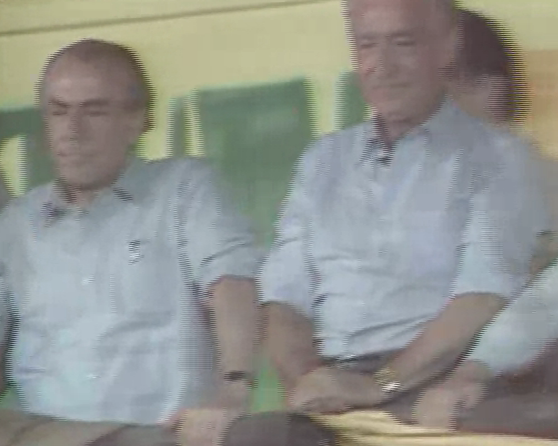
Brizola e Franco Montoro, governador de São Paulo, no Comício da Candelária, em 10 de abril de 1984

Brizola então continuou e expandiu sua visibilidade política em todo o país durante seu polêmico primeiro mandato como governador do Rio de Janeiro, de 1983 a 1987. Ele propôs a prorrogação, por dois anos, do mandato do presidente João Figueiredo, com quem tentou se aproximar; os mandatos dos governadores também seriam prorrogados e o sucessor de Figueiredo deveria ser eleito pelo voto popular. No início de 1984, engajou-se nas manifestações das Diretas Já, organizando o Comício da Candelária. Entretanto, por ser governador de um estado, não participou de forma tão desenvolta como outros líderes políticos; Doutel de Andrade representou o PDT nas caravanas das Diretas Já, e Brizola participou apenas dos eventos mais importantes. Após a derrota da emenda Dante de Oliveira, defendeu que o presidente eleito na eleição indireta de 1985 comandasse um governo de transição, convocando eleições diretas em, no máximo, dois anos. Apesar de não confiar politicamente em Tancredo Neves, orientou a bancada do PDT a votar em seu favor. Na presidência de José Sarney, foi uma das primeiras vozes críticas ao Plano Cruzado.
Como governador, Brizola desenvolveu suas políticas educacionais em uma escala maior com um ambicioso programa de construção de grandes escolas de ensino médio, os Centros Integrados de Educação Pública (CIEPs), arquitetados por Oscar Niemeyer. As escolas deveriam estar abertas durante todo o dia, proporcionando alimentação e atividades recreativas aos estudantes. Brizola também desenvolveu políticas para a prestação de serviços públicos e entregou propriedades habitacionais para moradores de favelas. Brizola opôs-se a políticas para favelas que tivessem como base o reassentamento forçado por meio de projetos habitacionais e, em vez disso, propôs—pois, nas palavras de seu principal conselheiro Darcy Ribeiro, "as favelas não fazem parte do problema, mas parte da solução"—uma solução "bizarra", mas, no entanto, que "permitiu que os habitantes das favelas se aproximassem de seus lugares de trabalho e vivessem como uma comunidade humana comum". Portanto, assim que os direitos de propriedade foram reconhecidos e a infraestrutura básica proporcionada, coube aos habitantes das favelas encontrar soluções para os problemas relacionados à construção de casas.

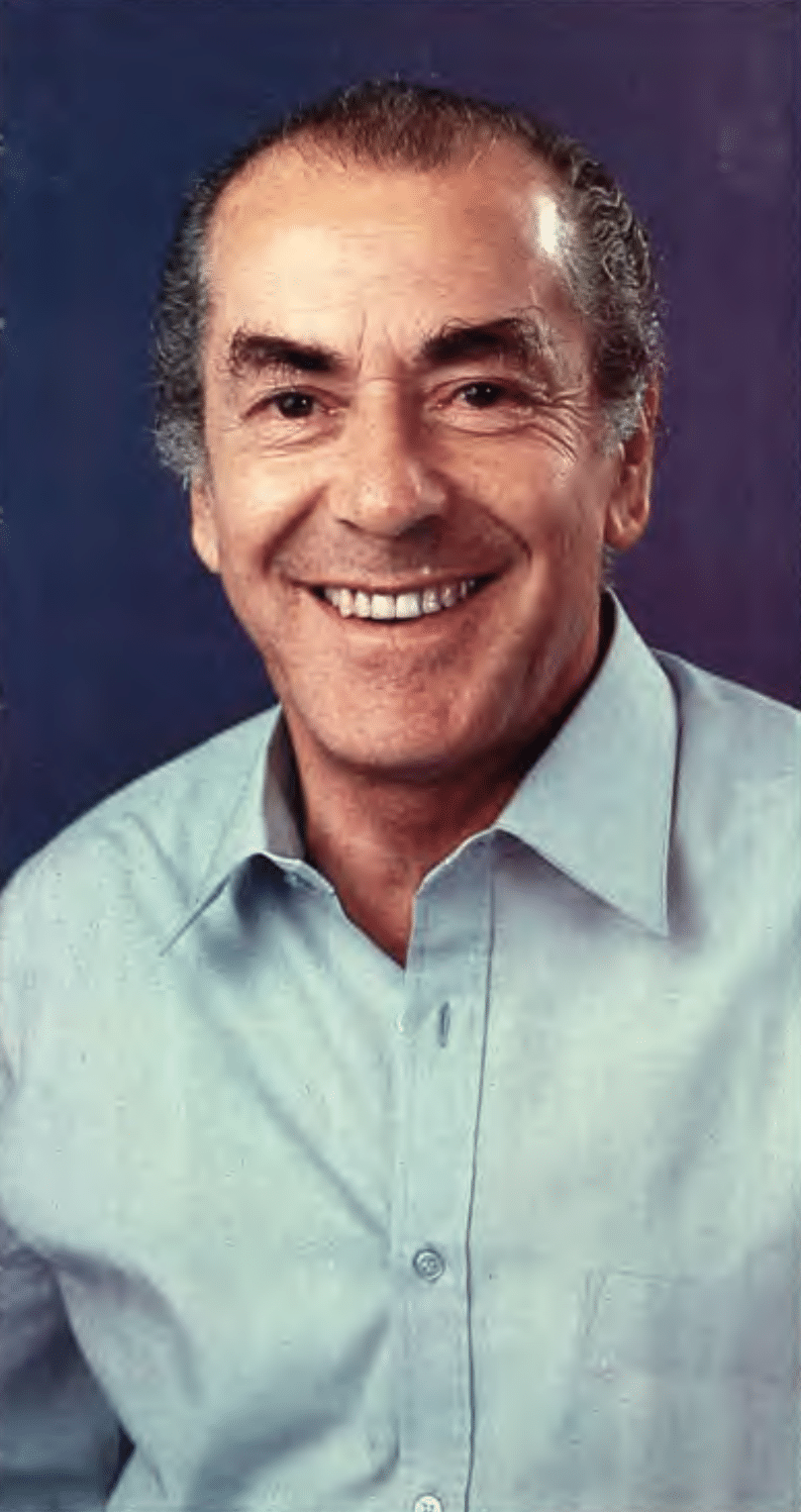
Foto do Ex-Governador Leonel Brizola

Brizola também adotou uma nova e radical política de ação policial nos subúrbios pobres e favelas da região metropolitana do Rio de Janeiro. Alegando relações e modus operandi ultrapassados baseados em repressão, conflito e desrespeito, ordenou à polícia estadual que se abstivesse de fazer invasões arbitrárias em favelas e reprimisse as atividades dos esquadrões de extermínio, criando um órgão destinado para essa causa que prendeu e processou mais de duzentos policiais. A direita se opôs a essas políticas, argumentando que fariam das favelas um território aberto para o crime organizado representado por grandes gangues como o Comando Vermelho, por meio de uma confluência entre a criminalidade comum e o esquerdismo. Alegou-se que as gangues se originaram através da associação de pequenos criminosos condenados e prisioneiros políticos de esquerda na década de 1970. Outros estudiosos argumentaram que esta "politização" do crime comum tinha sido um trabalho da ditadura militar, que, ao encarcerar os criminosos comuns e os prisioneiros políticos, ofereceu aos primeiros a oportunidade de imitar as estratégias de organização dos grupos clandestinos de resistência.

## Campanha presidencial de 1989

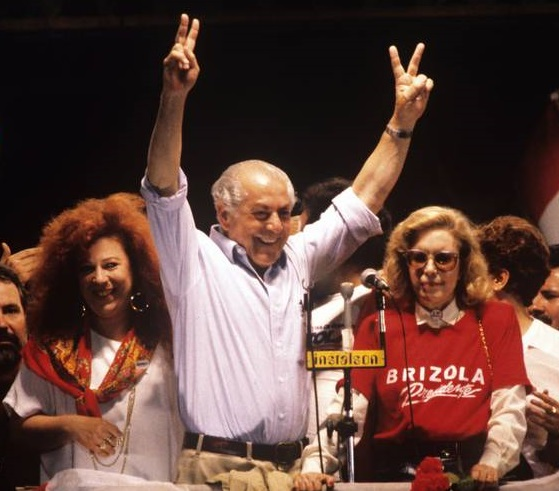
Brizola, ao lado de sua esposa e da cantora Beth Carvalho, durante sua campanha para a eleição presidencial de 1989

Brizola optou por permanecer no governo fluminense até o fim de seu mandato em vez de renunciar para concorrer a algum cargo na eleição de 1986. Desta forma, seu vice, Darcy Ribeiro, não se tornou inelegível e pôde concorrer para sucedê-lo; impulsionado pela popularidade momentânea do Plano Cruzado, Moreira derrotou Darcy por 49-35%. Em meio a em seguida crise econômica e a inflação galopante do Brasil nos anos 1980, muitos observadores conservadores viam Brizola como o principal chefe do radicalismo—um retorno ao populismo dos anos 1960. Brizola, assim como a esquerda em geral na época, procurou certa conciliação com as elites governantes, evitando assumir uma posição muito firme em questões como a reforma agrária e a nacionalização dos bancos privados. Do ponto de vista da política eleitoral de massas, foi durante a eleição presidencial de 1989 que a liderança carismática de Brizola expôs suas limitações ao terminar o primeiro turno na terceira colocação, perdendo a segunda posição, que o qualificaria para disputar o segundo turno, por uma pequena margem para Lula da Silva, cujo Partido dos Trabalhadores tinha quadros, o ativismo profissional e a penetração nos movimentos sociais organizados que faltava a Brizola. Os resultados mostraram que sua candidatura era baseada principalmente em apoios regionais: Brizola conquistou maiorias maciças no Rio Grande do Sul e no Rio de Janeiro, mas recebeu apenas 1,4% dos votos em São Paulo. Lula usou seu reduto nas áreas mais industrializadas do Sudeste como um trampolim e reuniu novos eleitores no Nordeste. No final, Lula obteve 11,6 milhões de votos, contra 11,1 de Brizola, uma diferença de 0,6%; Fernando Collor ficou em primeiro, com 20,6 milhões de votos.

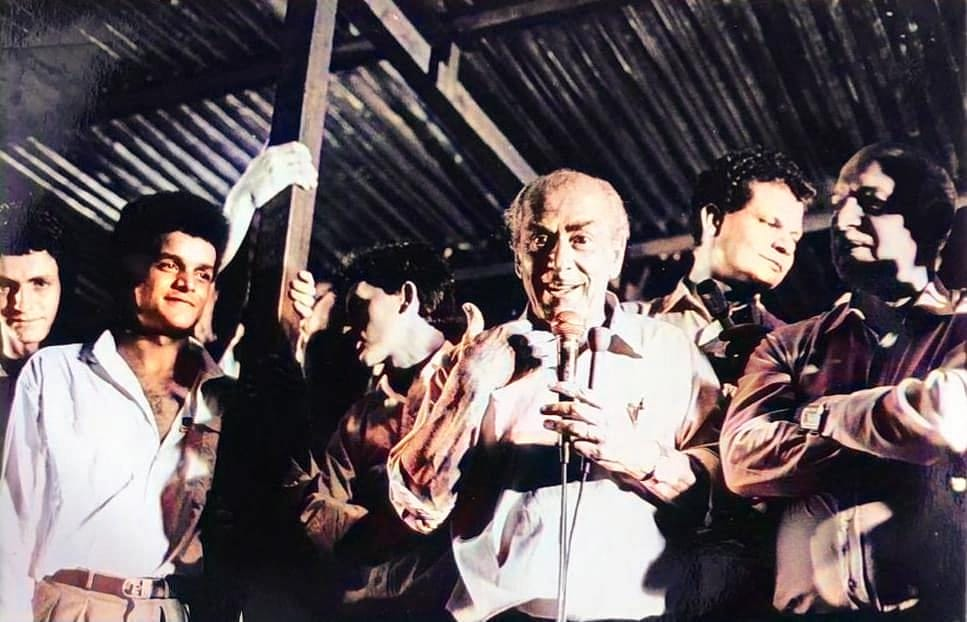
Brizola, durante sua campanha presidencial, em Maringá-PR.

Brizola foi um fervoroso apoiador da candidatura de Lula para o segundo turno da eleição presidencial de 1989, algo que justificou com uma declaração marcante diante de seus colegas do PDT: "Cá para nós: um político de antigamente, o senador Pinheiro Machado, disse que a política é a arte de engolir sapos. Não seria fascinante fazer esta elite engolir o Lula, esse sapo barbudo? Vamos no menos pior, pelo menos….". Anteriormente, 
ambos mantiveram discussões objetivando formar uma aliança de esquerda para o primeiro turno, mas não chegaram a um acordo. Em uma reunião do PDT ocorrida após a primeira votação, embora sabendo ser inviável, Brizola sugeriu que ele e Lula desistissem para darem lugar a Mário Covas, pois acreditava que Covas enfrentaria menos resistências e assim teria mais chances de derrotar Collor. O apoio de Brizola foi crucial para que Lula aumentasse sua votação no Rio de Janeiro e no Rio Grande do Sul, onde o petista passou de 12,2% dos votos no primeiro turno no Rio de Janeiro para 72,9% no segundo turno, enquanto que no Rio Grande do Sul aumentou sua votação de 6,7% para 68,7%. De qualquer forma, Collor venceu a eleição.

## Segundo mandato como governador do Rio de Janeiro e declínio

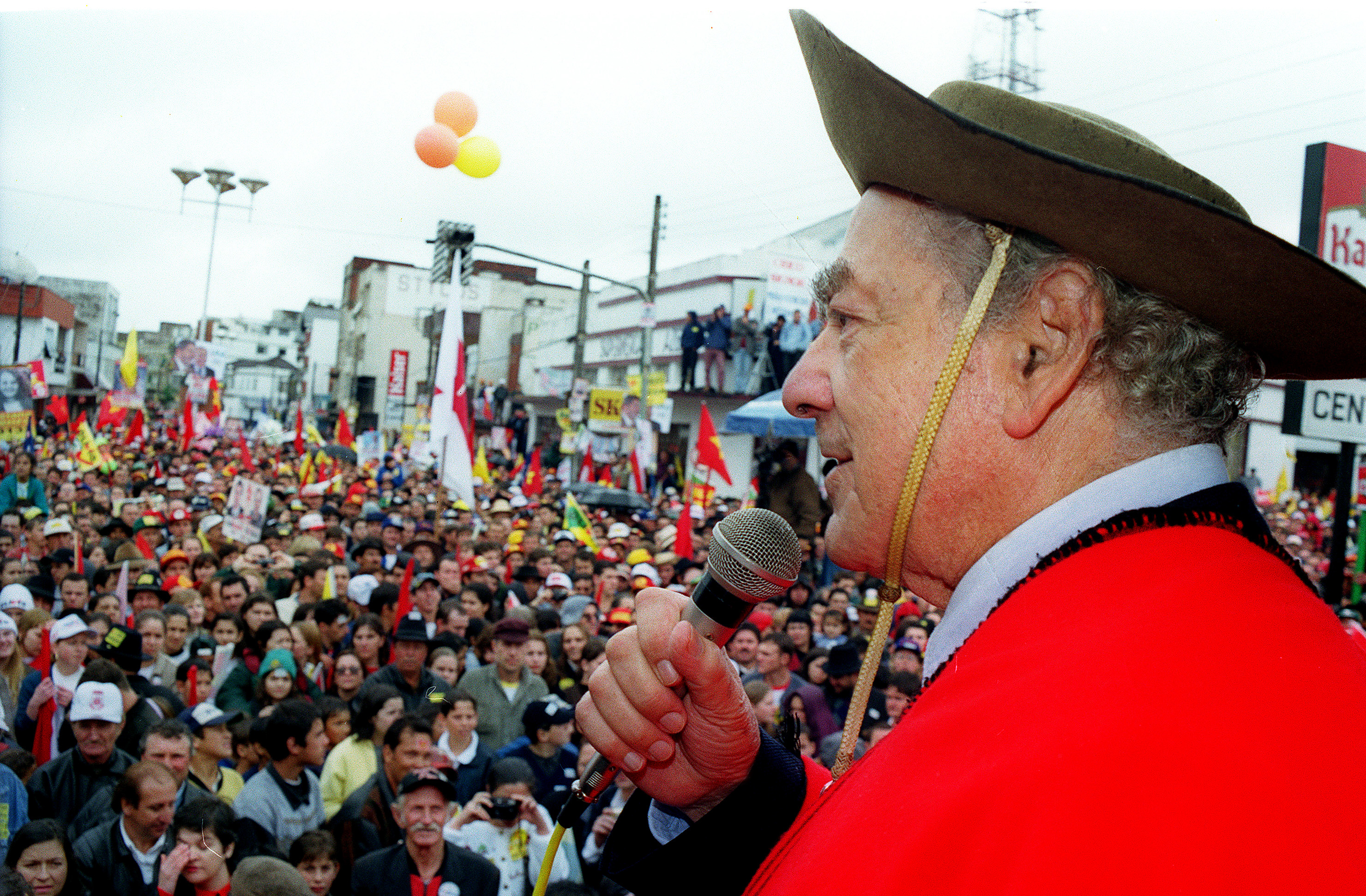
Brizola no comício unificado da União do Povo Muda Brasil, em Palmeira das Missões, durante as eleições de 1998

Após a eleição de 1989, Brizola ainda possuía chances de realizar seu sonho de ganhar a Presidência da República se conseguisse superar a falta de penetração nacional de seu partido. Alguns de seus assessores propuseram-lhe uma candidatura ao Senado na eleição de 1990, o que poderia lhe render destaque nacional. Brizola recusou a ideia e candidatou-se a governador, propondo uma coligação com o PT que tivesse Lula como candidato ao Senado. Os partidos travaram discussões sobre o assunto, animando Brizola a acreditar na possibilidade de fusão. O PT acabou apresentando um candidato próprio, e Brizola ganhou um segundo mandato como governador do Rio de Janeiro com 60,88% dos votos, no primeiro turno. Em seu segundo mandato, inaugurou a Universidade Estadual do Norte Fluminense e construiu a Via Expressa Presidente João Goulart, mais conhecida como Linha Vermelha. No entanto, este período redundou em seu fracasso político, marcado por momentos de gestão desorganizada causados por seu ultracentralismo e desprezo pelos procedimentos burocráticos adequados; Brizola deixou o cargo com apenas 14% de aprovação, segundo o Datafolha. Além disso, embora tenha sido um opositor a ações do governo Collor, estabeleceu relações cordiais com o presidente e foi um crítico severo da CPI que investigava o esquema de Paulo César Farias, classificando o processo de impeachment como um "golpe"; Brizola só pediu a saída de Collor do governo na campanha eleitoral de 1992. Esse fato lhe causou um imenso desgaste junto ao seu eleitorado e aos seus aliados políticos.

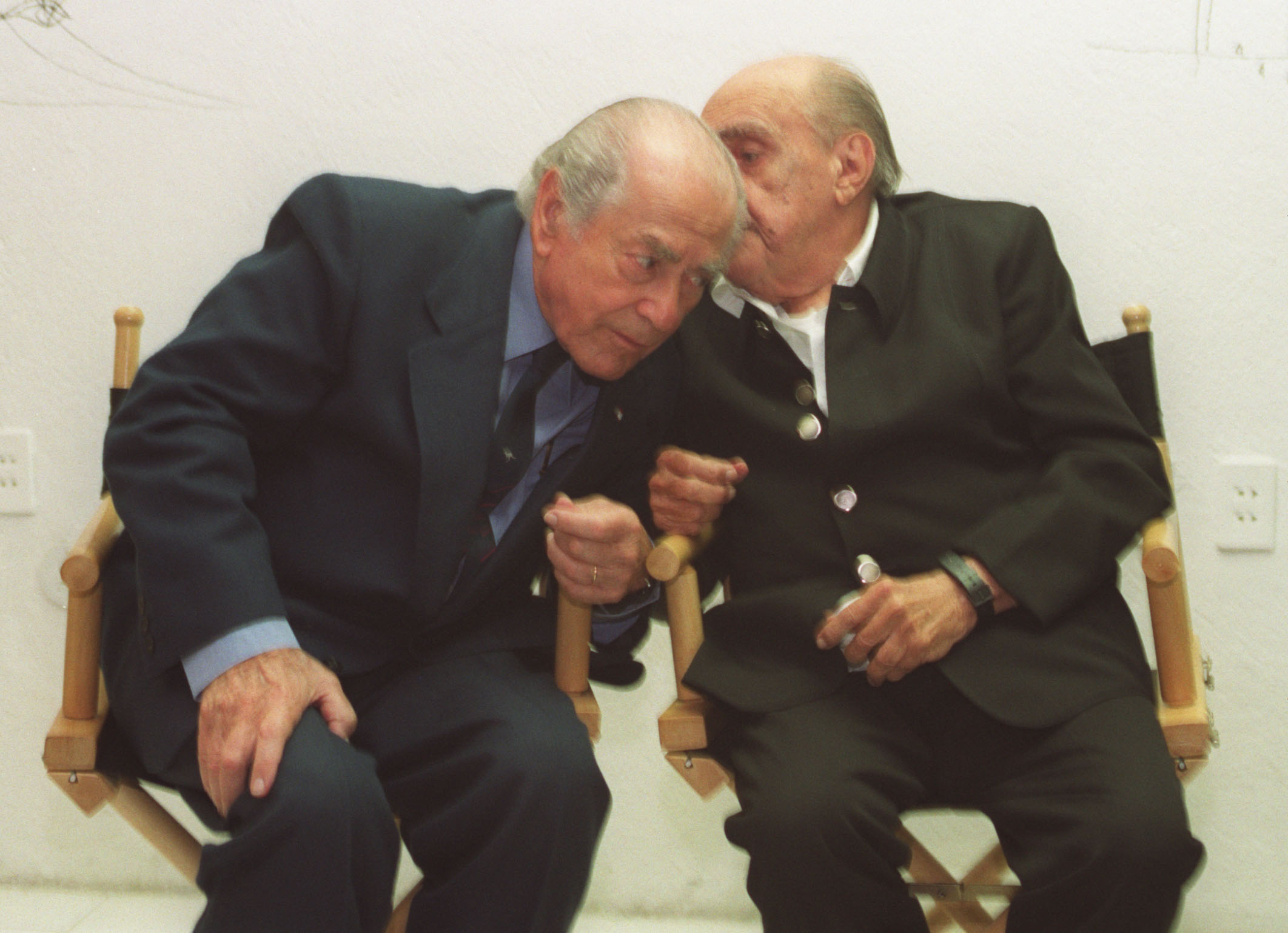
Brizola e o arquiteto Oscar Niemeyer, em 2002

Em 2 de abril de 1994, Brizola desincompatibilizou-se do cargo de governador do estado para concorrer à Presidência da República. Desprovido de apoio nacional e abandonado por aliados próximos como Cesar Maia e Anthony Garotinho, que afastaram-se em benefício de suas carreiras pessoais, Brizola voltou representar o PDT na disputa presidencial de 1994, realizada em meio ao sucesso do Plano Real e o consequente favoritismo do candidato governista Fernando Henrique Cardoso. A eleição de 1994 foi outro fracasso para Brizola, que ficou em quinto lugar, com 3,18% dos votos; FHC foi eleito no primeiro turno. Era o fim do Brizolismo como uma força política nacional. Durante o primeiro mandato de Cardoso, continuou sendo um crítico de suas políticas neoliberais de privatização de empresas públicas, afirmando em 1995: "se não houver uma reação civil à privatização, haverá uma militar". Quando o presidente concorreu à reeleição em 1998, foi o candidato a vice de Lula, e ambos perderam para FHC no primeiro turno. Na eleição de 2000, foi derrotado em sua tentativa de se eleger prefeito do Rio de Janeiro, recebendo 9,10% dos votos.
Em seus últimos anos, o relacionamento fragmentado de Brizola com Lula e o PT mudou; ele se recusou a apoiá-los no primeiro turno da eleição presidencial de 2002, apoiando em vez disso Ciro Gomes, enquanto disputou uma vaga para o Senado. Depois que Gomes ficou em quarto lugar, apoiou Lula, que foi eleito presidente. Brizola foi derrotado em sua tentativa de se eleger senador, sendo o sexto colocado, com 8,2% dos votos, e acabando com sua força regional. Em seus últimos dois anos de vida, foi considerado um veterano populista de esquerda, e um personagem secundário. Apesar de apoiar Lula em alguns períodos durante seu primeiro mandato, em suas últimas aparições públicas, criticou-o por acreditar que o presidente estava empreendendo políticas neoliberais e negligenciando as tradicionais lutas da esquerda e dos trabalhadores. Ainda exercendo o cargo de presidente Nacional do PDT, Brizola afirmou, em junho de 2003, que o partido estava saindo do governo Lula; com sua pressão, o rompimento foi oficializado em dezembro de 2003. Os últimos comentários de Brizola sobre Lula ganharam um caráter pessoal. Em maio de 2004, foi uma das fontes de uma reportagem do jornalista Larry Rohter sobre o suposto alcoolismo de Lula. Brizola disse a um correspondente do New York Times sobre ter aconselhado Lula: "você precisa controlar isso".

## Morte

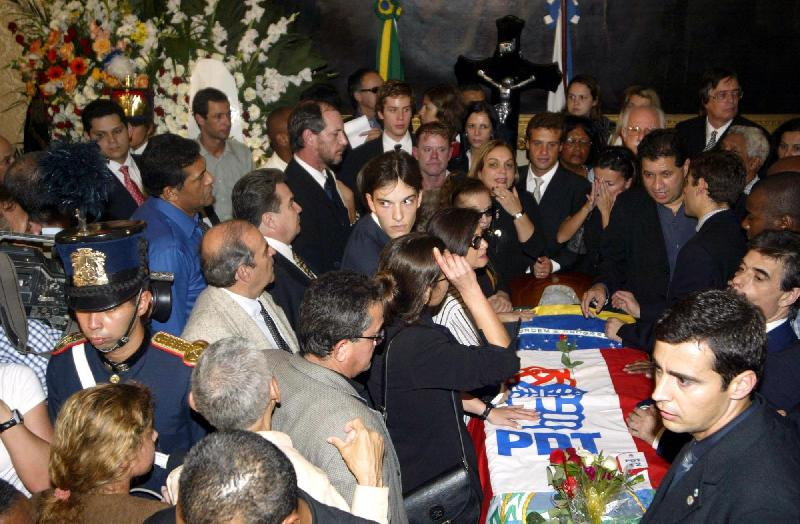
Velório de Brizola no Palácio Guanabara, em 22 de junho de 2004

Depois de uma estadia em sua fazenda no Uruguai, Brizola chegou no Rio de Janeiro com infecção intestinal e forte gripe, contraída no rigoroso inverno uruguaio. Apesar de acamado, continuou a receber visitas de políticos, entre os quais Anthony Garotinho, Carlos Lupi e Moreira Franco. Sua situação deteriorou-se ainda mais e Brizola foi a um hospital nas proximidades. Uma tomografia dos pulmões mostrou infecção respiratória (pneumonia). Feita ultrassonografia do coração, nada de anormal foi encontrado. Brizola estava entrando no elevador para deixar o hospital quando, segundo seu médico particular, apresentou um edema no pulmão, significando grave insuficiência cardíaca. Novos exames confirmaram infarto agudo do miocárdio. Brizola morreu às 21h20min do dia 21 de junho de 2004.
O Congresso Nacional adiou suas sessões para homenageá-lo, e o presidente Lula decretou luto oficial de três dias, comparecendo ao seu velório no Palácio Guanabara. No Rio de Janeiro, de acordo com a Polícia Militar, duzentas mil pessoas foram até o palácio do governo para prestar-lhe homenagens. Em 24 de junho, depois de ainda ter sido velado no Palácio Piratini, em Porto Alegre, Brizola foi sepultado em São Borja, na fronteira do Rio Grande do Sul com a Argentina. Cerca de vinte mil pessoas acompanharam o cortejo até seu sepultamento no Cemitério Jardim da Paz, onde também se encontram os túmulos de sua esposa, Neusa, Getúlio Vargas e João Goulart.
A morte de Brizola também repercutiu na mídia. A matéria veiculada na versão impressa do jornal Folha de S.Paulo classificou-o como "um dos principais líderes nacionalistas do país". O obituário do The Guardian resumiu Brizola como um "líder de esquerda carismático mas divisivo que dominou a política brasileira por meio século".

## Personalidade, imagem pública e legado

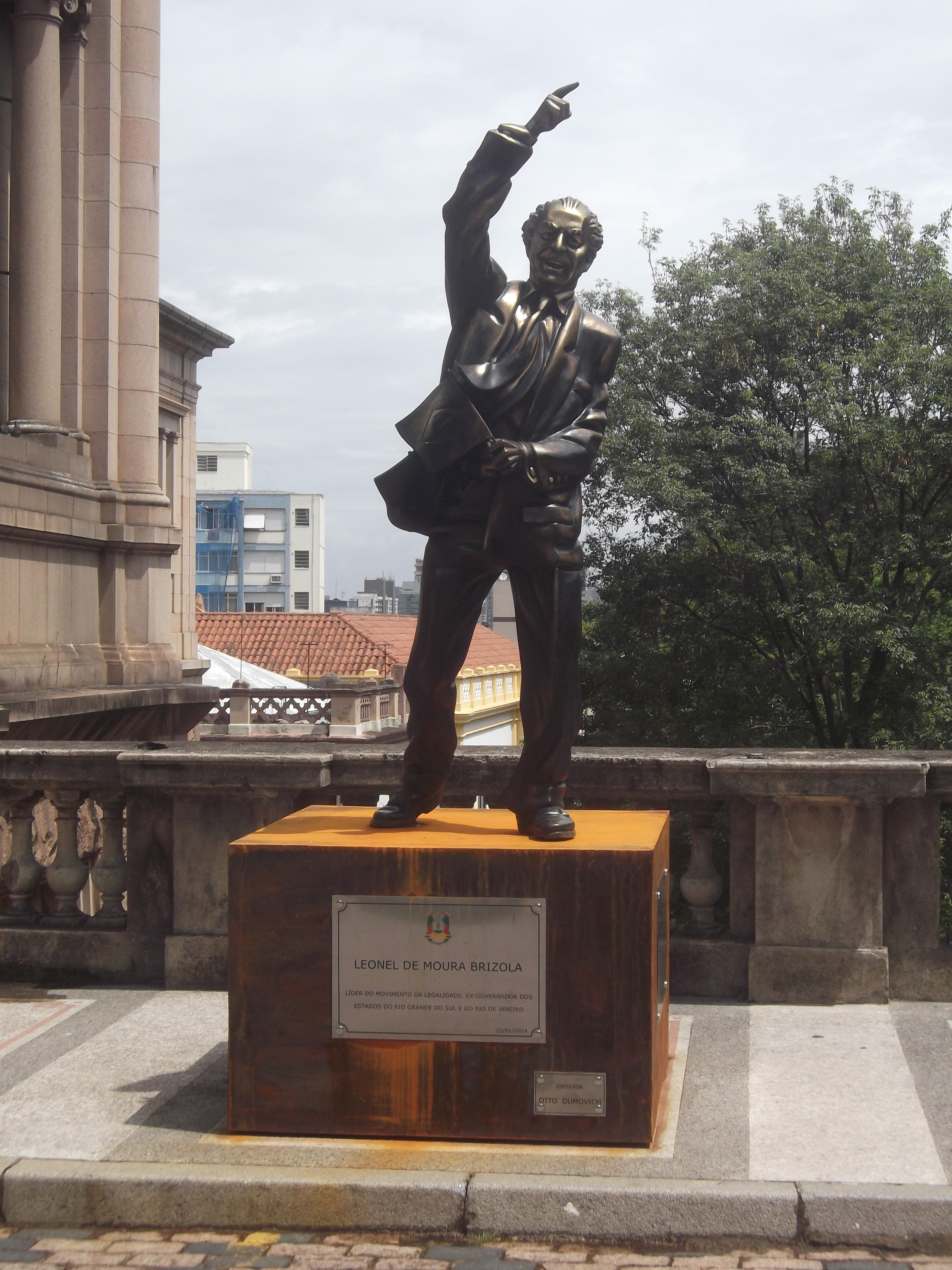
Estátua de Leonel Brizola, de autoria do escultor Otto Dumovich, nas cercanias do Palácio Piratini, em Porto Alegre

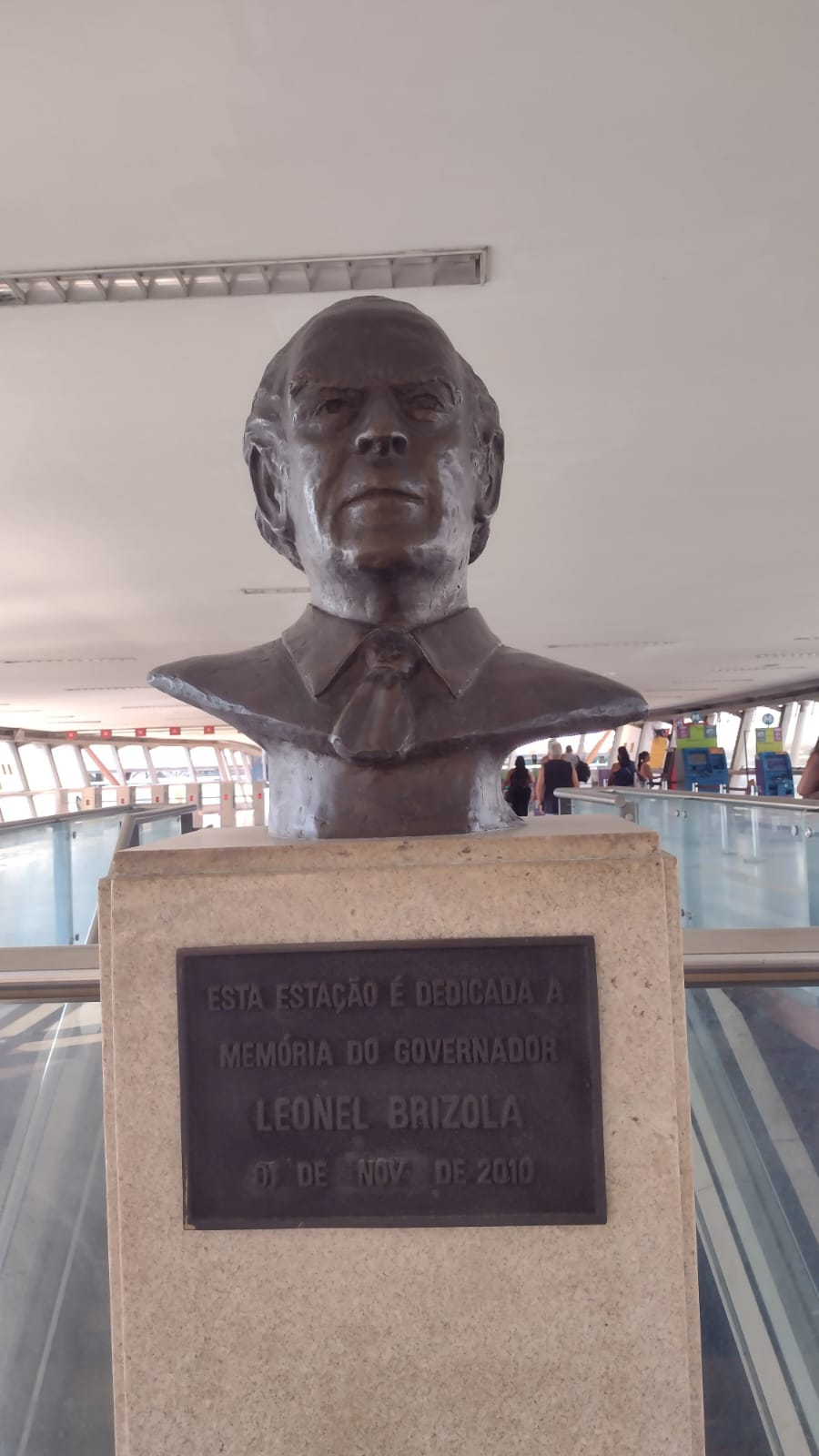
Busto de Leonel Brizola, pelo escultor Edgar Duvivier, na estação de metrô da Cidade Nova, no Rio de Janeiro

O legado de Brizola foi assunto para debates entre jornalistas, escritores e o público em geral. Um de seus biógrafos, João Trajano Sento-Sé, escreveu: "Se não chegou à Presidência da República, Brizola reeditou, ao menos, o martírio trabalhista, pelas perseguições que sofreu e pelos temores que despertou em parcelas das elites política e econômica". O cientista político Helgio Trindade ressaltou que, como governante, teve uma "obsessiva valorização da educação, que se traduziu em ambiciosos investimentos na área da expansão de prédios escolares". O jornalista Colin Harding, do The Independent, afirmou que ele foi a "consciência da esquerda" do governo de Goulart. O escritor Ferreira Gullar opinou que Goulart estava "refém das forças que o apoiavam, particularmente o sindicalismo reformista, que promovia greves sucessivas em todo o país", e que Brizola, devido a sua pretensão de se tornar presidente e à campanha para suceder o ministro Carvalho Pinto, tornou-o um "aliado involuntário dos golpistas". Posteriormente, referindo-se às ações de Brizola no governo de seu marido, a primeira-dama Maria Thereza Goulart disse: "naquela época tocou um pouco de fogo no circo". Outro político de expressão daquele período, Abelardo de Araújo, ministro da Justiça, argumentou que "não era fácil ao presidente governar com um Brizola a tiracolo, mas lhe era muito difícil libertar-se dele".
Brizola era reconhecido por sua fala, carregada do sotaque e de expressões gaúchas. Sua retórica era inflamada, não perdendo a oportunidade para criar caricaturas verbais de seus oponentes, como ao chamar Lula de "sapo barbudo", Paulo Maluf de "filhote da ditadura" e Moreira Franco de "gato angorá" por "ir de colo em colo". Era um orador carismático, capaz de provocar fortes reações entre partidários e adversários. Seu discurso era baseado em pontos como a valorização da educação pública e a questão das "perdas internacionais", termo usado para se referir ao pagamento de encargos da dívida externa e envio de lucros ao exterior.
Marcaram a carreira de Brizola os desentendimentos que teve com grandes empresas de comunicação, em especial com a Rede Globo. Brizola acusou o grupo de participar do caso Proconsult, que visava impedir sua vitória na eleição para governador do Rio de Janeiro em 1982. Em 1984, tirou da Globo as transmissões de carnaval e, durante a eleição presidencial de 1989, se sentiu sabotado pela organização após esta ter veiculado acusações pessoais contra ele em rede nacional. Em 1994, Roberto Marinho, em um editorial, chamou-o de "senil", resultando em direito de resposta a Brizola no Jornal Nacional, que foi lido por Cid Moreira, dois anos depois.
Em 2012, Brizola ficou na 47ª colocação no concurso O Maior Brasileiro de Todos os Tempos. Em dezembro de 2015, a presidente Dilma Rousseff sancionou a lei que inseriu Brizola no Livro de Heróis da Pátria. Para que a inclusão de seu nome pudesse ser feita, o Congresso aprovou, e Dilma sancionou, uma mudança na legislação que reduziu o tempo mínimo de espera após a morte de uma personalidade para que uma homenagem deste tipo fosse autorizada, de cinquenta para dez anos.
Três netos de Brizola entraram para a política defendendo suas ideias: Brizola Neto (PDT) foi deputado federal pelo Rio de Janeiro e ministro do Trabalho no governo Dilma; Leonel Brizola Neto (PSOL) foi vereador do Rio de Janeiro; e Juliana Brizola (PDT) foi vereadora de Porto Alegre e deputada estadual do Rio Grande do Sul.